# Ceratina hakkarica
Ceratina hakkarica är en biart som beskrevs av Kocourek 1998. Ceratina hakkarica ingår i släktet märgbin, och familjen långtungebin. Inga underarter finns listade i Catalogue of Life.